# 桑塔卡拉
桑塔卡拉（西班牙語：Santacara）是西班牙纳瓦拉的一个市镇。总面积34平方公里，总人口1039人（2001年），人口密度31人/平方公里。